# مرسدس-بنز در فرمول یک
مرسدس ای‌ام‌جی پتروناس (به انگلیسی: Mercedes-AMG Petronas) یک تیم فرمول یک است که در مسابقات فرمول یک شرکت می‌کند. مقر این تیم در براکلی، بریتانیا واقع شده‌است و از یک مجوز آلمانی استفاده می‌کند. مرسدس-بنز در مسابقات اروپایی پیش از جنگ شرکت کرده‌است، و نخستین حضورش در فرمول یک به فصل ۱۹۵۴ میلادی بازمی‌گردد که با یک تیم به مدت دو سال شرکت کرد.

## تاریخچه
نخستین برد تیم مرسدس در مسابقات جایزه بزرگ ۱۹۵۴ میلادی فرانسه روی داد. خوان مانوئل فانخیو سه جایزه بزرگ دیگر را نیز برنده شد و در ۱۹۵۴ میلادی عنوان قهرمانی رانندگان را بدست آورد. او این موفقیت را در ۱۹۵۵ میلادی نیز تکرار کرد و دومین عنوان قهرمانی را برای مرسدس بنز بدست آورد. با وجود آنکه تیم مرسدس بنز دو عنوان قهرمانی را بدست آورده بود، در واکنش به حادثه اتومبیل‌رانی ۱۹۵۵ لو مان که در آن ده‌ها نفر کشته شدند، از مسابقات کنار کشید. این عقب‌نشینی تا ۱۹۹۴ میلادی ادامه یافت. در آن سال مرسدس بنز به عنوان تأمین‌کنندهٔ موتور به مسابقات بازگشت و با شرکت بریتانیایی ایلمور به همکاری پرداخت.
خودروسازان مرسدس بنز تاکنون بیش از ۱۰۰ عنوان قهرمانی را به عنوان تأمین‌کنندگان قطعات موتور کسب کرده‌اند، و از این نظر در جایگاه چهارم تاریخ فرمول یک قرار دارند. چهار سازنده و هفت اتوموبیل‌ران همراه با مرسدس بنز این عناوین را کسب کرده‌اند.
مرسدس بنز یکی از پر افتخار ترین تیم های فرمول یک است و از سال ۲۰۱۴ تا سال ۲۰۲۰ قهرمان شده است.
میشائیل شوماخر، نیکو رسبرگ، لوئیز همیلتون و والتری بوتاس از جمله رانندگان تیم مرسدس بنز پس از ۲۰۰۹ میلادی بوده‌اند.

### سال ۲۰۲۰
این تیم در سال ۲۰۲۰ با برد ۱۳ مسابقه از ۱۷ مسابقه سال ۲۰۲۰ با ۵۷۳ امتیاز قهرمان شد.لوییس همیلتون قهرمان رانندگان شد و والتری بوتاس فصل را در رتبه دوم تمام کرد.

### سال ۲۰۲۱
در سال ۲۰۲۱ تیم مرسدس از مرسدس آام‌گ اف۱ دبلیو۱۲ ئی پرفورمنس رونمایی کرد. آنها در جایزه بزرگ ابوظبی ۲۰۲۱ قهرمان سازندگان شدند، ولی لوییس همیلتون موفق به کسب رتبه قهرمانی نشد و پشت ماکس فرستاپن در رده قهرمانی دوم شد.

## نتایج
(کلید)
| سال  | شاسی        | موتور                                 | تایرها | رانندگان      | ۱     | ۲       | ۳        | ۴        | ۵        | ۶         | ۷      | ۸         | ۹       | ۱۰       | ۱۱       | ۱۲     | ۱۳       | ۱۴      | ۱۵    | ۱۶      | ۱۷      | ۱۸     | ۱۹      | ۲۰    | ۲۱      | ۲۲     | امتیاز | ق.س. |
| ---- | ----------- | ------------------------------------- | ------ | ------------- | ----- | ------- | -------- | -------- | -------- | --------- | ------ | --------- | ------- | -------- | -------- | ------ | -------- | ------- | ----- | ------- | ------- | ------ | ------- | ----- | ------- | ------ | ------ | ---- |
| ۲۰۲۰ | اف۱ دبلیو۱۱ | مرسدس ام۱۱ ئی‌کیو عملکرد ۱٫۶ وی۶ توربو | P      |               | اتریش | اشتیریا | مجارستان | بریتانیا | هفتادمین | اسپانیا   | بلژیک  | ایتالیا   | توسکانی | روسیه    | ایفل     | پرتغال | ایمولا   | ترکیه   | بحرین | صخیر    | ابوظبی  |        |         |       |         |        | ۵۷۳    | اول  |
| ۲۰۲۰ | اف۱ دبلیو۱۱ | مرسدس ام۱۱ ئی‌کیو عملکرد ۱٫۶ وی۶ توربو | P      | لوییس همیلتون | ۴     | 1       | 1        | 1        | 2        | 1         | 1      | 7         | 1       | 3        | ۱        | 1      | 1        | ۱       | 1     |         | ۳       |        |         |       |         |        | ۵۷۳    | اول  |
| ۲۰۲۰ | اف۱ دبلیو۱۱ | مرسدس ام۱۱ ئی‌کیو عملکرد ۱٫۶ وی۶ توربو | P      | والتری بوتاس  | 1     | ۲       | ۳        | ۱۱       | 3        | 3         | ۲      | ۵         | ۲       | 1        | Ret      | ۲      | 2        | ۱۴      | ۸     | 8       | ۲       |        |         |       |         |        | ۵۷۳    | اول  |
| ۲۰۲۱ | اف۱ دبلیو۱۲ | مرسدس ام۱۲ ئی عملکرد ۱٫۶ وی۶ توربو    | P      |               | بحرین | امیلیا  | پرتغال   | اسپانیا  | موناکو   | آذربایجان | فرانسه | اشتیریا   | اتریش   | بریتانیا | مجارستان | بلژیک  | هلند     | ایتالیا | روسیه | ترکیه   | آمریکا  | مکزیکو | سائو پ. | قطر   | عربستان | ابوظبی | ۶۱۳٫۵  | اول  |
| ۲۰۲۱ | اف۱ دبلیو۱۲ | مرسدس ام۱۲ ئی عملکرد ۱٫۶ وی۶ توربو    | P      | لوییس همیلتون | ۱     | ۲       | ۱        | ۱        | ۷        | ۱۵        | ۲      | ۲         | ۴       | ۱۲       | ۲        | ۳      | ۲        | ب.      | ۱     | ۵       | ۲       | ۲      | ۱       | ۱     | ۱       | ۲      | ۶۱۳٫۵  | اول  |
| ۲۰۲۱ | اف۱ دبلیو۱۲ | مرسدس ام۱۲ ئی عملکرد ۱٫۶ وی۶ توربو    | P      | والتری بوتاس  | ۳     | ب.      | ۳        | ۳        | ب.       | ۱۲        | ۴      | ۳         | ۲       | ۳        | ب.       | ۱۲     | ۳        | ۳۱      | ۵     | ۱       | ۶       | ۱۵     | ۳۱      | ب.    | ۳       | ۶      | ۶۱۳٫۵  | اول  |
| ۲۰۲۲ | اف۱ دبلیو۱۳ | مرسدس ام۱۳ ئی عملکرد ۱٫۶ وی۶ توربو    | P      |               | بحرین | عربستان | استرالیا | ایمولا   | میامی    | اسپانیا   | موناکو | آذربایجان | کانادا  | بریتانیا | اتریش    | فرانسه | مجارستان | بلژیک   | هلند  | ایتالیا | سنگاپور | ژاپن   | آمریکا  | مکزیک | سائو پ. | ابوظبی | ۱۸۸*   | سوم* |
| ۲۰۲۲ | اف۱ دبلیو۱۳ | مرسدس ام۱۳ ئی عملکرد ۱٫۶ وی۶ توربو    | P      | لوییس همیلتون | ۳     | ۱۰      | ۴        | ۱۳       | ۶        | ۵         | ۸      | ۴         | ۳       | ۳        | ۳۸       | ۲      | ۲        | ب.      |       |         |         |        |         |       |         |        | ۱۸۸*   | سوم* |
| ۲۰۲۲ | اف۱ دبلیو۱۳ | مرسدس ام۱۳ ئی عملکرد ۱٫۶ وی۶ توربو    | P      | جورج راسل     | ۴     | ۵       | ۳        | ۴        | ۵        | ۳         | ۵      | ۳         | ۴       | ب.       | ۴        | ۳      | ۳        | ۴       |       |         |         |        |         |       |         |        | ۱۸۸*   | سوم* |

یادداشت‌ها
- * – فصل هنوز در جریان است.
- † – راننده گراند پری را به پایان نرسانده، اما از آنجا که بیش از ۹۰٪ از مسافت مسابقه را طی کرده‌است، در رده‌بندی قرار گرفته‌است.

## نگارخانه

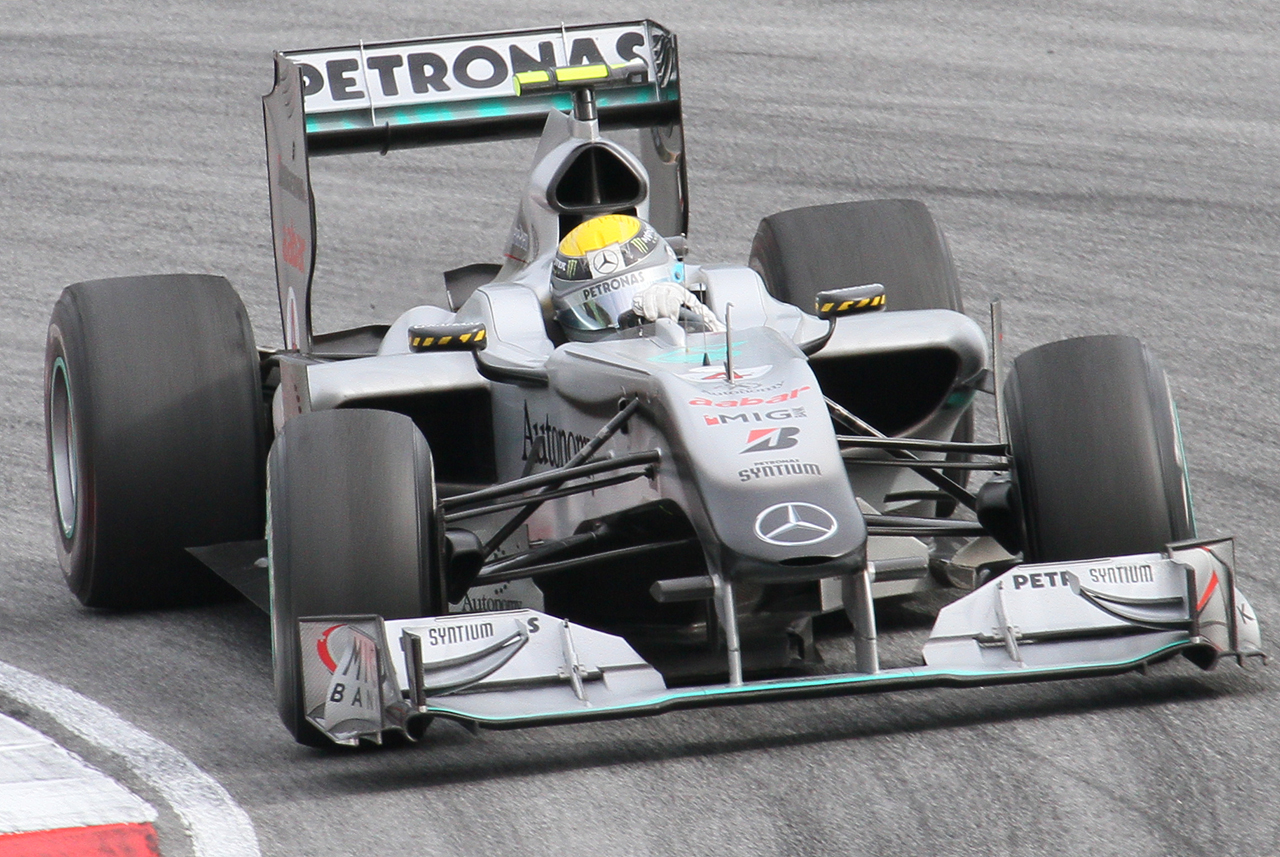
نیکو رزبرگ برای نخستین بار پس از ۱۹۵۵ میلادی توانست عنوان سه تیم نخست را در جایزه بزرگ ۲۰۱۰ مالزی، برای مرسدس بنز کسب کند.
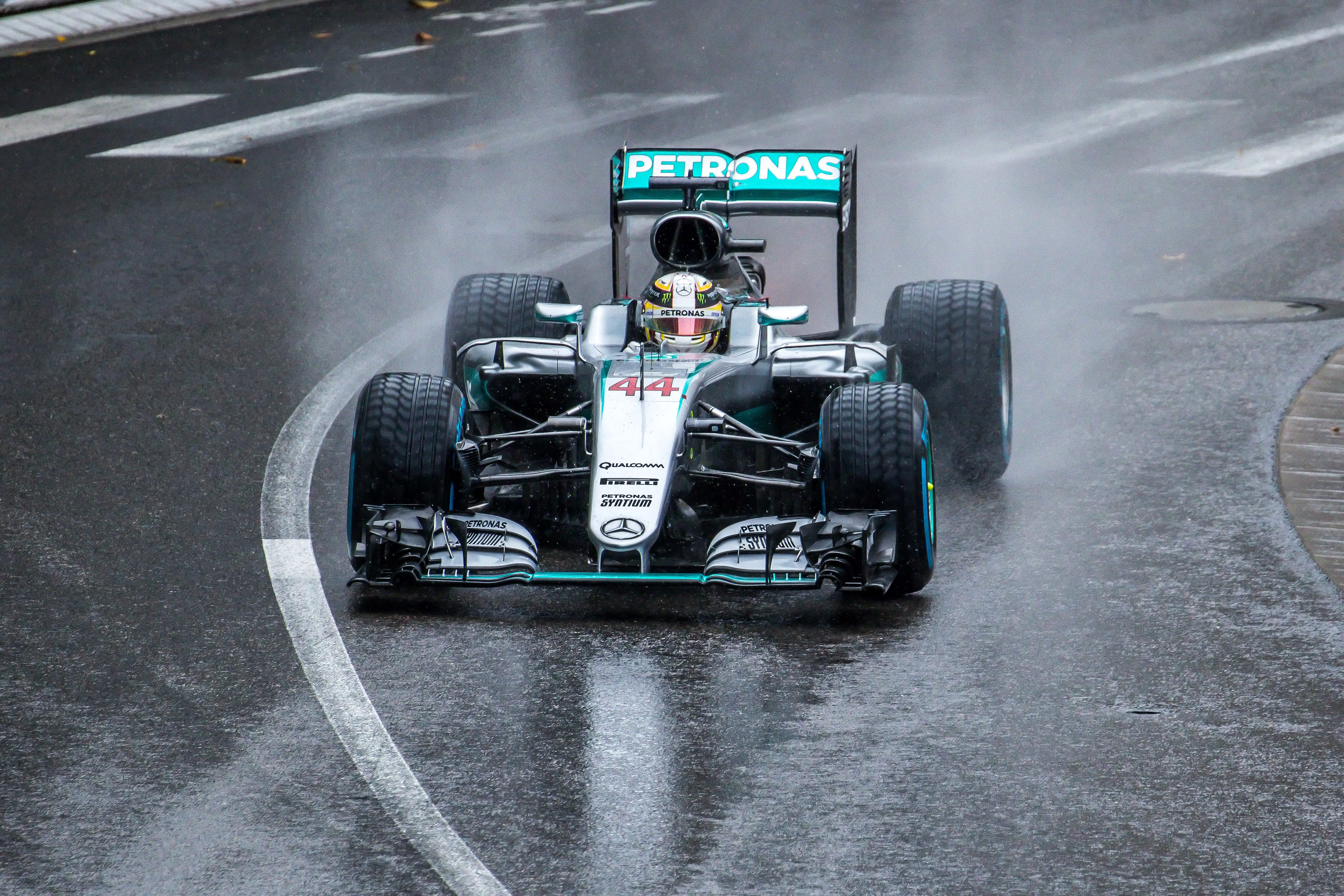
لوییس همیلتون در جایزه بزرگ موناکو ۲۰۱۶
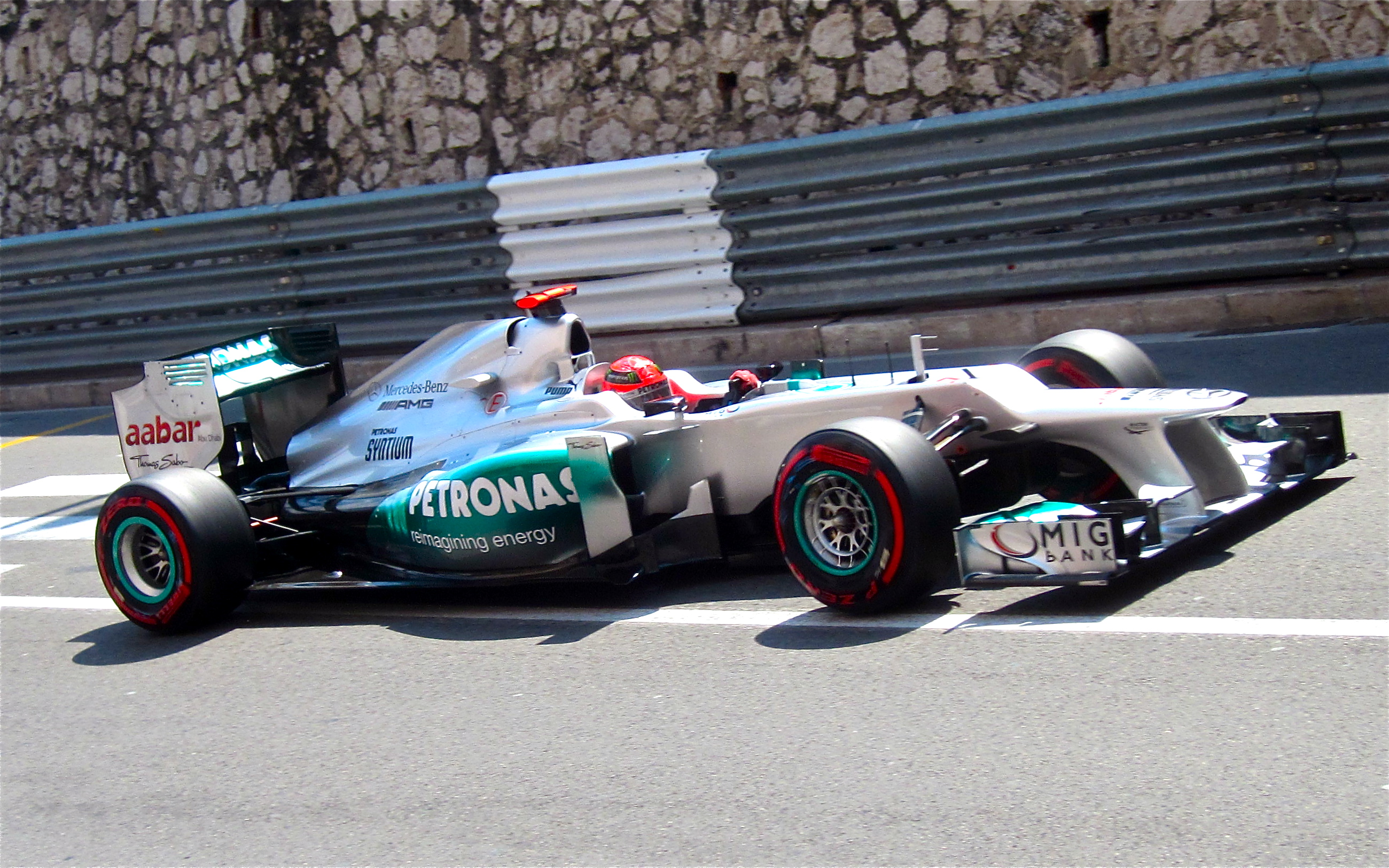
میشائیل شوماخر در جایزه بزرگ موناکو ۲۰۱۲-دور پول پوزیشن
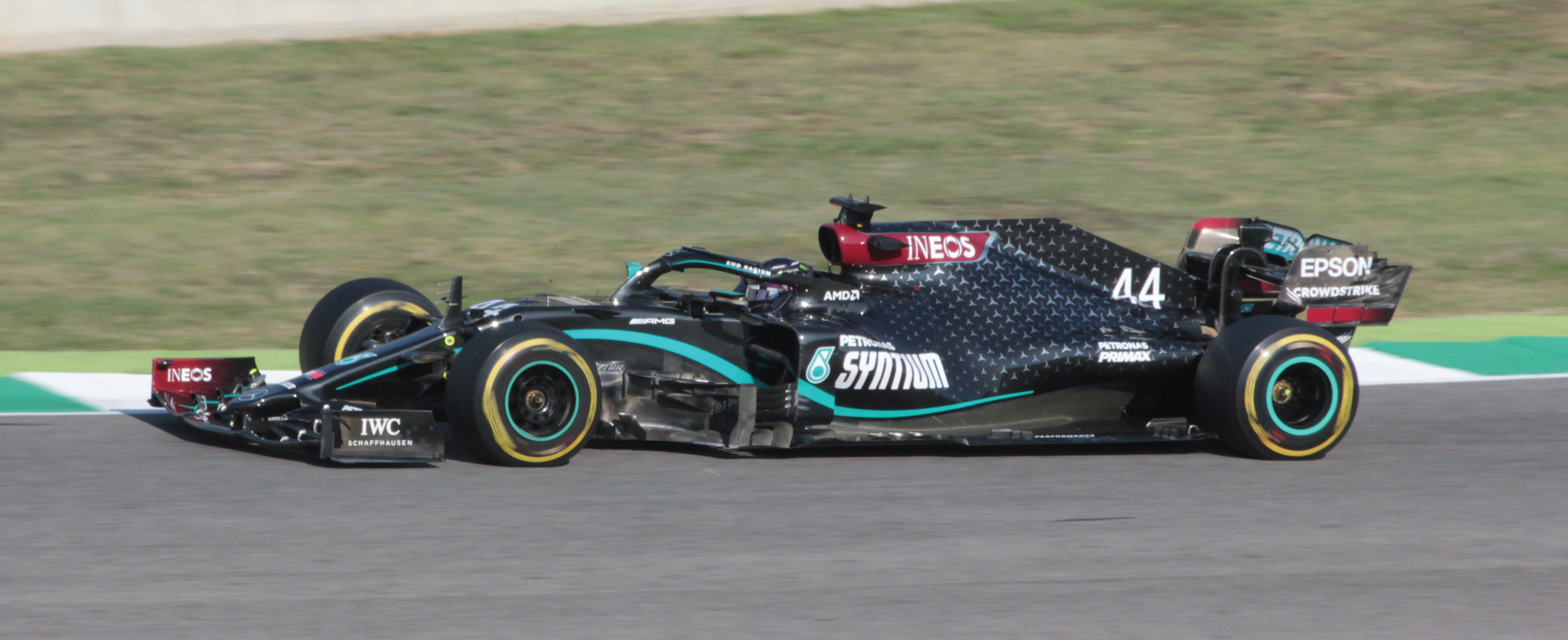
لوییس همیلتون در جایزه بزرگ توسکانی ۲۰۲۰